# Loftus, New South Wales
Loftus este o suburbie în Sydney, Australia.